# Nematalosa galatheae
Nematalosa galatheae är en fiskart som beskrevs av Nelson och Rothman, 1973. Nematalosa galatheae ingår i släktet Nematalosa och familjen sillfiskar. IUCN kategoriserar arten globalt som livskraftig. Inga underarter finns listade i Catalogue of Life.